# Dienstweg
Der Dienstweg (oder Instanzenweg) schreibt in Hierarchien die Richtung der Kommunikation innerhalb einer gegebenen Kommunikationsstruktur vor. Gegensatz ist die Fayolsche Brücke.

## Allgemeines
Der Begriff des Dienstweges ist vom hierarchisch aufgebauten, autoritär geführten Staat mit seinem Heer und Verwaltungsapparat in die hierarchisch aufgebaute Wirtschaft übernommen worden. Der Dienstweg ist eine der Formen, wie in Organisationen Verkehrswege für die Kommunikation (für interne Anfragen, Anordnungen, Anträge, Aufträge, Beschwerden, Dienstanweisungen, Informationen, Nachrichten, Weisungen, Wünsche oder Ziele) geregelt werden können. Jede Nachricht hat den Dienstweg zu durchlaufen, so dass jeder Mitarbeiter nur von seinem Vorgesetzten Anordnungen erhalten kann und Vorgesetzte von ihren Mitarbeitern oder von ihren Vorgesetzten Informationen erhalten können.
Der Dienst- oder Instanzenweg ist nach Henri Fayol „der Weg, welchen die von der höchsten Autorität ausgehenden oder an sie gerichteten Nachrichten gehen, indem sie alle Stufen der Rangordnung durchlaufen. Dieser Weg ist notwendig sowohl wegen der sicheren Nachrichtenübermittlung als auch wegen der Einheit der Auftragserteilung“. In einer Linienorganisation entspricht der Dienstweg dem im Organigramm vorgegebenen Linienweg für die formale Kommunikation.

## Arten
Es gibt folgende Dienstwege:
- Der vertikale Dienstweg verbindet zwei in der Rangordnung verschieden angesiedelte Stellen, indem er über die dazwischen liegenden Stufen verläuft.
- Treten Stellen in gleicher Rangebene miteinander in Verbindung, so verläuft der Dienstweg über den ersten gemeinsamen Vorgesetzten dieser beiden Stellen.
- Treten Stellen mit unterschiedlicher Rangebene verschiedener Organisationseinheiten in Kontakt, so durchläuft der Dienstweg die beiden vorherigen Arten.

Beim direkten Verkehrsweg (Querinformation) treten ausnahmsweise die ranggleichen Organisationseinheiten in direkten Kontakt miteinander, sowohl beim vertikalen als auch horizontalen Verkehr.

## Rechtsfragen
Der Dienstweg bildet die innerbehördliche Hierarchie und Verantwortung ab. Die strikte Einhaltung von Dienstwegen ist lediglich im Beamtenrecht gesetzlich vorgesehen, ohne dass eine Legaldefinition angeboten wird. Bei Anträgen und Beschwerden ist nach § 125 Abs. 1 BBG der Dienstweg einzuhalten. Richtet sich die Beschwerde gegen den unmittelbaren Vorgesetzten, kann sie dem nächsthöheren Vorgesetzten unmittelbar eingereicht werden. Bedenken gegen die Rechtmäßigkeit dienstlicher Anordnungen (Remonstration) haben Beamte nach § 63 Abs. 2 BBG unverzüglich bei dem unmittelbaren Vorgesetzten geltend zu machen. Hierzu stellt die amtliche Begründung klar, dass damit der Dienstweg gemeint ist. Das ist auch parallel in § 36 Abs. 2 BeamtStG vorgesehen. Unterliegt eine Personalmaßnahme der Mitbestimmung des Personalrates und dieser stimmt nicht zu, so kann nach § 71  Abs. 1 BPersVG der Dienststellenleiter oder der Personalrat die Angelegenheit binnen fünf Arbeitstagen auf dem Dienstwege den übergeordneten Dienststellen vorlegen. Die „Flucht in die Öffentlichkeit“ außerhalb des Dienstweges ist Beamten und Soldaten untersagt.
Ausnahmsweise dürfen sich nach § 8 PKGrG Angehörige der Nachrichtendienste in dienstlichen Angelegenheiten ohne Einhaltung des Dienstweges unmittelbar an das Parlamentarische Kontrollgremium wenden. In § 14 Abs. 2 Gemeinsame Geschäftsordnung der Bundesministerien (GGO) ist vorgesehen, dass bei Beschwerden über ein Verwaltungshandeln das Antwortschreiben vor Abgang dem unmittelbaren Vorgesetzten vorzulegen ist.
In der öffentlichen Verwaltung ist die Verpflichtung zur Einhaltung des Dienstweges bei Behörden durch Allgemeine Geschäftsanweisungen (AGA), also Dienstanweisungen, geregelt. Der Dienstweg gilt für alle dienstlichen Angelegenheiten, auch für Beförderungen, Dienstreisen, Eingruppierungen, Reisekostenabrechnungen, Urlaubsanträge oder Verbesserungsvorschläge. Die formelle Rechtmäßigkeit von Verwaltungshandeln ist über den Dienstweg gewahrt. Die Nichteinhaltung des Dienstweges kann disziplinarrechtlich als Verfehlung geahndet werden.
In der Privatwirtschaft sind Dienstwege häufig in Arbeitsanweisungen geregelt. Die Arbeitsanweisungen beruhen auf dem Direktionsrecht des Arbeitgebers aus § 106 Abs. 1 GewO, wonach er Arbeitsinhalte näher bestimmen darf. Verstößt der Arbeitnehmer hiergegen, drohen ihm wegen Verstoßes gegen den Arbeitsvertrag Disziplinarmaßnahmen.

## Organisatorische Aspekte
Dienstwege sind durch die Aufbauorganisation vorgegeben. Die Kommunikation findet von oben (Management, Behördenleiter, Vorstand) nach unten zum Mitarbeiter (englisch top-down) und umgekehrt (englisch bottom-up) in vertikaler Richtung statt. Vorgesetzte kommunizieren mit ihren Mitarbeitern, diese mit ihren Vorgesetzten. Auch das Berichtswesen muss sich an diesen Dienstwegen orientieren. Ein Stelleninhaber ist lediglich befugt, einen Informationsaustausch mit einem Mitarbeiter einer anderen Abteilung über seinen Vorgesetzten zu führen.
Von diesem Prinzip gibt es nur drei Ausnahmen:
- Querinformationen werden direkt zwischen den Stelleninhabern einer Hierarchie-Ebene kommuniziert.
- Kooperation zwischen Stabsstellen und Linienstellen: Der direkte Verkehrsweg zwischen diesen Stellen ist üblich.
- Kooperation zwischen Stabsstellen: Auch hier ist die direkte Kommunikation üblich.

Der direkte Verkehrsweg ersetzt den ansonsten beim Dienstweg einzuhaltenden indirekten Verkehrsweg.

## Dienstwege im Militär
Im deutschen Militär wurde der Dienstweg bereits im Jahre 1869 thematisiert. Unter dem Dienstweg des Soldaten verstand Otto von Parseval damals die „Bestimmung, wann und bei wem derselbe alle seine Bitten, Beschwerden und sonstige Anliegen vorzubringen hat“. Ein Handwörterbuch von 1877 definierte ihn als „diejenige Norm, nach welcher alle Berichte, Meldungen, Gesuche und Beschwerden an den nächsten direkten Vorgesetzten gerichtet werden, von welchem sie durch die nach oben einander folgenden Vorgesetzten hindurch dem zum Empfange … kompetenten Befehlshaber zugehen.“ Befehle halten danach den umgekehrten Dienstweg ein.
Über Beschwerden entscheidet bei der Bundeswehr nach § 9 Abs. 1 WBO der Disziplinarvorgesetzte; Beschwerden gegen Dienststellen der Bundeswehrverwaltung entscheidet die nächsthöhere Dienststelle. Darin kommt das Dienstweg-Prinzip zum Ausdruck. Das Petitionsrecht aus Art. 17 GG gibt Soldaten das Recht, Anträge und Gesuche zu stellen, die auf dem Dienstweg vorzulegen sind (ZDv 64/1, Nr. 110). Nach der ZDv 14/3 (Abschnitt C Nr. 223) hat ein Beschwerdeführer einen Rechtsanspruch darauf, dass ihm der Beschwerdebescheid unverzüglich und unmittelbar ausgehändigt oder sonst zugestellt wird. Für Zivildienstleistende sieht § 41 Abs. 1 ZDG vor, dass diese Anträge und Beschwerden vorbringen können und dabei den Dienstweg einzuhalten haben. Dienstliche Anweisungen sind grundsätzlich auf dem Dienstweg an den Empfänger zu leiten. Ist es in Ausnahmefällen erforderlich, dienstliche Anweisungen unter Umgehung des Dienstweges zu erteilen (Querinformation), so sind die Zwischenstellen unverzüglich hiervon in Kenntnis zu setzen.

## Wirtschaftliche Aspekte
Durch lange Befehlswege ergibt sich eine langsame Erledigung von Aufgaben, was zur Schwerfälligkeit der Verwaltung von Behörden oder Unternehmen führt (Bürokratie). Viele Personen haben mit derselben Nachricht zu tun, ohne dass sie alle für ihre Aufgaben nützlich und nötig wären. Beteiligte Instanzen erhalten bei Einhaltung die für ihre Arbeit notwendigen Informationen oft zu spät. Manche Informationen verschlechtern auf langen Dienstwegen ihre Informationsqualität oder gehen durch Informationsverlust ganz unter (Problem der stillen Post). Das kann zu Fehlentscheidungen führen.
Die funktionale Organisation kann ohne Schwierigkeiten nur funktionieren, wenn eine klare Abgrenzung von Kompetenzen zwischen den Führungskräften und eine Koordinierung ihrer Tätigkeiten gewährleistet ist.
Der Vorteil des Dienstwegs besteht in der Transparenz des Verfahrens und der klaren Kompetenzzuweisung an die im Dienstweg enthaltenen Stufen. Nachteilig wirkt sich dagegen in der Praxis die damit automatisch verbundene Kompetenzbeschränkung der auf einer bestimmten Stufe jeweils Handelnden aus, die sich bei ihren Entscheidungen auf den ihnen gesetzten Kompetenzrahmen zurückziehen können, ohne eventuell damit verbundene übergeordnete Konsequenzen beachten zu müssen, da sie hierfür „nicht zuständig“ sind. Ebenso nachteilig wirken sich vielfach gestufte Dienstwege auf eine schnelle Entscheidungsfindung und die generelle Geschwindigkeit der Aufgabenerledigung aus. Informelle Kanäle spielen bei Projekten unter Zeitdruck gerade in der öffentlichen Verwaltung und im Militär daher eine nicht zu unterschätzende Rolle, wobei der Dienstweg nach Ende der informellen Absprachen lediglich noch zur Wahrung der formellen Rechtmäßigkeit des Verwaltungshandelns Anwendung findet.

## Sonstiges
Der so genannte „kurze Dienstweg“ oder „kleine Dienstweg“ beschreibt umgangssprachlich eine direkte, informelle Kommunikation bei gleichzeitiger Verletzung der vorgegebenen Informationswege im Sinne der Querinformation. Es handelt sich dabei also gerade nicht um einen Dienstweg, sondern um eine euphemistische Bezeichnung für ein gegebenenfalls pflichtwidriges Handeln.